# Bradya (Bradya) typica
Bradya (Bradya) typica is een eenoogkreeftjessoort uit de familie van de Ectinosomatidae. De wetenschappelijke naam van de soort is voor het eerst geldig gepubliceerd in 1873 door Boeck.